# تنور (کتاب)
تنور یک مجموعه داستان کوتاه به قلم هوشنگ مرادی کرمانی است که در سال ۱۳۹۲ برای نخستین بار چاپ شده‌است و تا سال ۱۳۹۷ به چاپ نوزدهم رسیده‌است. این کتاب توسط انتشارات معین منتشر شده‌است.
نویسنده در این کتاب از اتفاقات روستا و کودکانش می‌نویسد. از ویژگی داستان‌های این مجموعه مانند تمام آثار هوشنگ مرادی کرمانی، می‌توان به فضای ساده و صمیمانه روایت داستان اشاره کرد.
در سال ۱۳۷۵ بر اساس این داستان یک فیلم سینمایی در اطراف کرمان و به همین نام توسط فرهنگ خاتمی تهیه و کارگردانی شد، فیلم سینمایی تنور در سیزدهمین جشنواره بین‌اللملی فیلم‌های کودکان و نوجوانان فیلم منتخب هیئت داوران و دیپلم افتخار جشنواره را کسب کرد.
این اولین فیلمی بر اساس قصه‌های هوشنگ مرادی بود که بر لهجه، اقلیم و بافت معماری سنتی کرمان استوار بود.
فیلم تنور اکران محدودی داشت و در سال ۱۳۷۸ نسخه VHS  ان  در رسانه های تصویری پخش شد و همچنین چندین شبکه تلویزیونی اروپایی از جمله پلاس فرانسه و STV سوئد ان را پخش کردند.